# 한국영화제작가협회
한국영화제작가협회는 한국영화산업발전을 위한 연구 및 회원간 정보공유 및 권익보호를 목적으로 2004년 10월 15일 설립된 대한민국 문화체육관광부 소관의 사단법인이다. 사무실은 서울특별시 중구 필동 2가 82-1번지 2층에 있다.

## 주요 사업
- 한국영화 진흥을 위한 연구 및 영화진흥정책에 대한 건의 등에 관한 사항
- 회원의 영화제작활동에 수반되는 제반 주선에 관한 사항
- 국내외 영화관련 단체와의 교류 및 협조에 관한 사항